# Nature Reviews Cancer
Nature Reviews Cancer — медицинский научный журнал, издаваемый Nature Publishing Group с 2001 года, посвящённый исследованиям в области онкологии.
В 2012 году журнал обладал импакт-фактором 35,000, что является наибольшим значением среди реферируемых журналов, посвящённых онкологии.

## О журнале
Журнал публикует статьи, посвящённые последним достижениям в области борьбы с раком. Основные направления исследований, представленные в журнале, включают в себя:
- Нестабильность генома
- Клеточное бессмертие
- Смерть клеток
- Ангиогенез
- Метастазы
- Канцерогенез и профилактика рака
- Диагностика рака
- Новые подходы к раковой терапии
- Экспериментальные системы и технологии
- Болезни, сопутствующие раковым заболеваниям
- Этические, правовые и социальные вопросы, касающиеся онкологических исследований
- Стандартные подходы к диагностике и лечению рака